# Limnophora reventa
Limnophora reventa este o specie de muște din genul Limnophora, familia Muscidae, descrisă de Feng, Fan și Zeng în anul 1999.
Este endemică în Sichuan. Conform Catalogue of Life specia Limnophora reventa nu are subspecii cunoscute.